# Punktum dk
Punktum dk A/S (tidl. DK Hostmaster) er en uafhængig dansk non-profit-organisation, der som administrator af .dk TLD’et (Top Level Domain), .dk, alene står bag det administrative og koordinerende praktiske arbejde med registrering, redelegering, årlig opkrævning af fornyelsesgebyrer, servicering og sletning af alle de danske Internet .dk-domænenavne. Foreningen Dansk Internet Forum (DIFO) har et 100% ejerskab af Punktum dk, som vedligeholder kontaktinformationerne nødvendige for registrering og besiddelse af et domænenavn, som pr. april 2023 tæller mere end 1.300.000 domænenavne med endelsen .dk. Selve registreringen af et domænenavn skal ske gennem en forhandler, også kaldet en registrator, som er godkendt af Punktum dk, og formidler selve domænenavnet overfor en registrant (dvs. en person/virksomhed der ønsker at registrere et domænenavn).

## Historie
Virksomheden blev grundlagt i 1999 som DK Hostmaster og begyndte fra og med marts 2000 at opkræve et årligt gebyr på 52,50 kr. for hvert .dk-domænenavn. Det årlige gebyr er sidenhen steget til 70 kr. (pr. 2023).
I de første år varetog Punktum dk administrationen på baggrund af en aftale med det daværende Forskningsministerium, men siden 2005 har Punktum dk administreret .dk på baggrund af domæneloven. I marts 2014 blev der vedtaget en ny, revideret domænelov. 
Som et led af den første domænelov blev der i 2008 igangsat et offentligt udbud om hvem, der skulle stå for administrationen af .dk i de næste fem år. Foruden DIFO tog en anden aktør kampen op, men i sidste ende vandt DIFO udbuddet. Beslutningen blev taget på grundlag af en høring, der viste stor opbakning til DIFO fra det brede danske internetsamfund.
I 2014 fik DIFO og Punktum dk igen forlænget administrationstilladelsen frem til 2021.
I april 2023 skiftede DK Hostmaster navn til Punktum dk.

## Udviklingen i antallet af registrerede .dk-domænenavne
1996: 6.500
1997: 7.736
1999: 140.000 (ved etableringen af DK Hostmaster 1.juli)
2005: 560.000
2006: 700.000
2007: 800.000 
2019: 1.300.000
2023: 1.300.000

## DIFO’sbestyrelsehar repræsentanter fra[8]
- Advokatsamfundet
- Danske Advokater
- Danske Medier
- Green Power Denmark
- Dansk Erhverv
- Dansk Industri
- Dansk IT
- Danish UNIX User Group (DKUUG)
- e-mærket
- Finans Danmark
- Forbrugerrådet Tænk
- Forenede Danske Antenneanlæg
- HORESTA
- Internet Branchens Fællesorganisation
- IT-Branchen
- RettighedsAlliancen
- Rådet for digital sikkerhed

## Ekstern kilde/henvisning
- Officiel hjemmeside for Punktum dk A/S

| Internet | Spire Denne internet-relaterede artikel er en spire som bør udbygges. Du er velkommen til at hjælpe Wikipedia ved at udvide den. |